# Бабурова, Татьяна Ивановна
Татья́на Ива́новна Бабурова (род. 3 апреля 1943, с. Теряево, Волоколамский район, Московская область, РСФСР, СССР) — советский и российский педагог, учитель русского языка и литературы, краевед. Герой Труда Российской Федерации (2023). Заслуженный учитель Российской Федерации (1997).

## Биография
Родилась 3 апреля 1943 года в скиту Иосифо-Волоцкого монастыря, где располагалась больница, а мама и бабушка были медиками. 
Трудовую деятельность начала в октябре 1961 года, став воспитателем открывшегося в скиту Теряевской больницы детского санатория. В 1964 году перешла на работу в родную для себя Детгородковскую школу, где работала старшим пионервожатым и учителем русского языка и литературы в вечерней школе. 
В 1967 году окончила Московский областной педагогический институт имени Н. К. Крупской по специальности «учитель русского языка и литературы».   
С апреля 1967 по сентябрь 1968 года — заведующая школьным отделом Волоколамского горкома ВЛКСМ, затем — второй секретарь горкома комсомола (отвечала за идеологию и работу с молодёжью). 
С сентября 1968 года — завуч, учитель русского языка и литературы школы № 1 (в настоящий момент — Гимназии № 1) в Волоколамске. В течение многих лет читала лекции по методике преподавания при Академии педагогических наук СССР. 
Является создателем и хранителем краеведческого музея «Волоколамская земля». Активно занимается сохранением и популяризацией духовного наследия родной земли, а также организацией конференций и краеведческих мероприятий для учащихся и учителей Волоколамского района. Является автором четырёх книг по краеведческой тематике. 

## Награды и звания
- Герой Труда Российской Федерации (1 мая 2023) - за особые трудовые заслуги перед государством и народом
- Заслуженный учитель Российской Федерации (1997)
- Почётный краевед Волоколамского района (2004)
- Лауреат Государственной премии РСФСР имени Н. К. Крупской
- Лауреат литературной премии имени М. М. Пришвина
- Почетный гражданин Волоколамского городского округа